# Arche naturelle
Pour les articles homonymes, voir Arche.

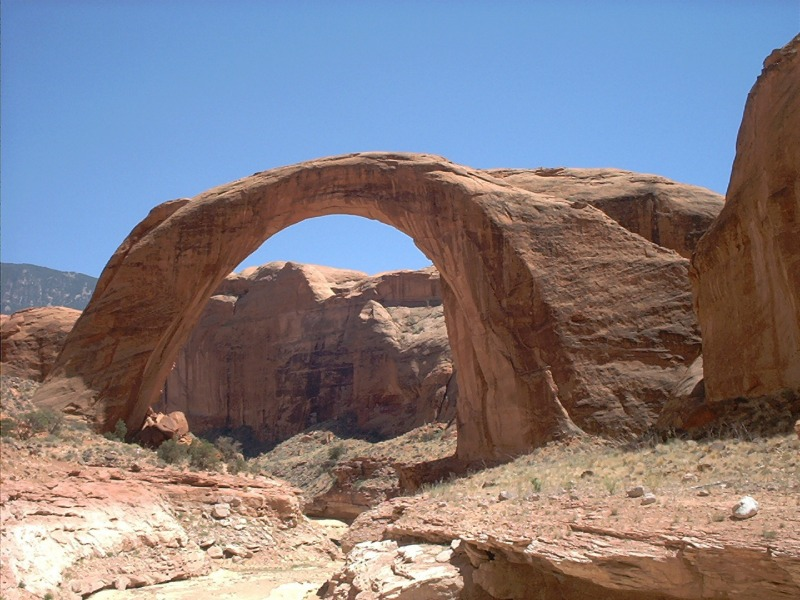
Le Rainbow Bridge dans l'Utah, aux États-Unis.

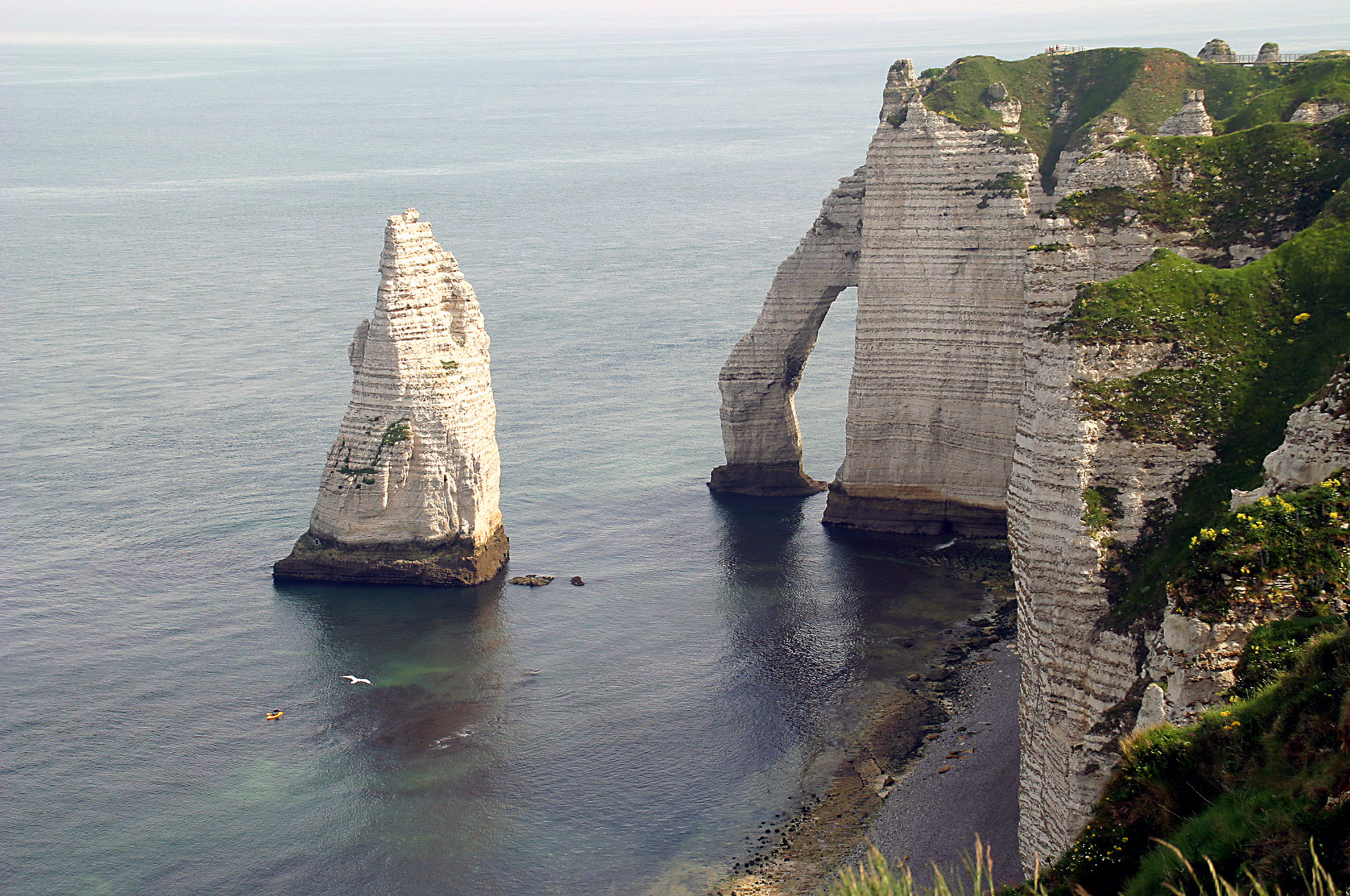
Les arches et pics (stacks) mondialement célèbres de la région d'Étretat sont des formes d'arches marines naturelles

Une arche naturelle ou un pont naturel est une formation géologique constituée d'une arche rocheuse, creusée naturellement par l'érosion. 
Le choix du terme « arche » ou « pont » est quelque peu arbitraire. La Natural Arch and Bridge Society définit un pont comme un sous-type d'arche, dont la formation est en rapport avec l'action de l'eau. À l'opposé, le Dictionary of Geological Terms définit un pont naturel comme une « arche naturelle qui enjambe une vallée suite à l'érosion ». Cette dernière définition est celle qui est retenue dans le sud-ouest des États-Unis, où l'on appelle « arche », une arche naturelle creusée par l'érosion du vent et du sable et « pont », un pont naturel creusé par l'érosion de l'eau.
Ainsi, le « Rainbow Bridge » est un pont et non une arche.  

## Formation

### Érosion marine

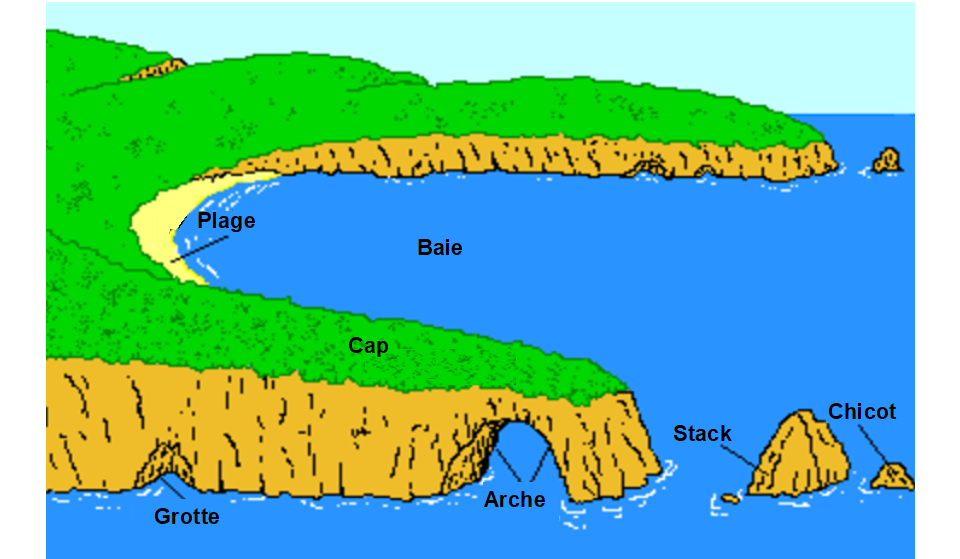
Diagramme illustrant l'érosion des caps, les grottes évoluant en arche puis en stack et en chicot.

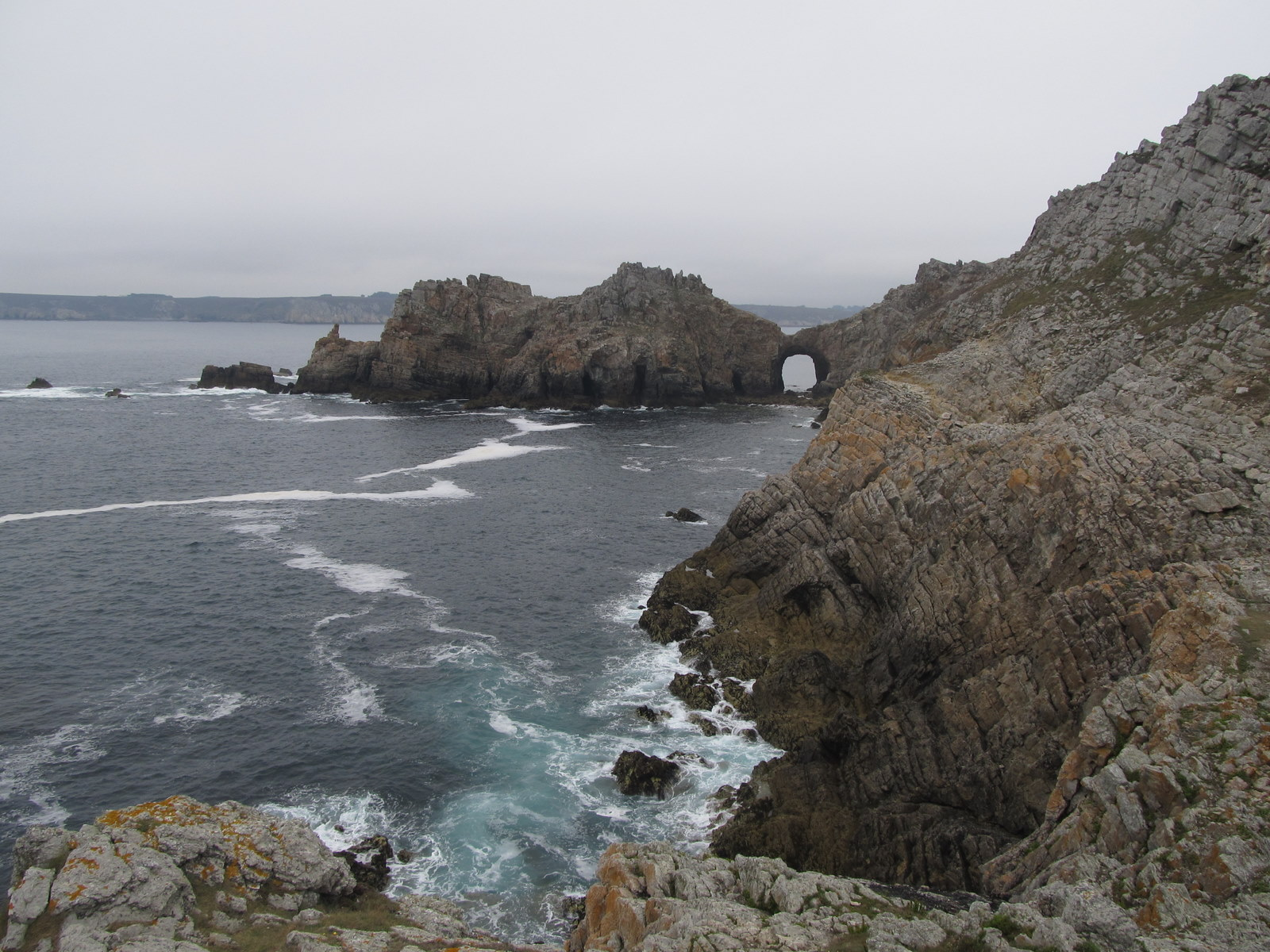
La pointe de Dinan, appelée localement « roche percée ».

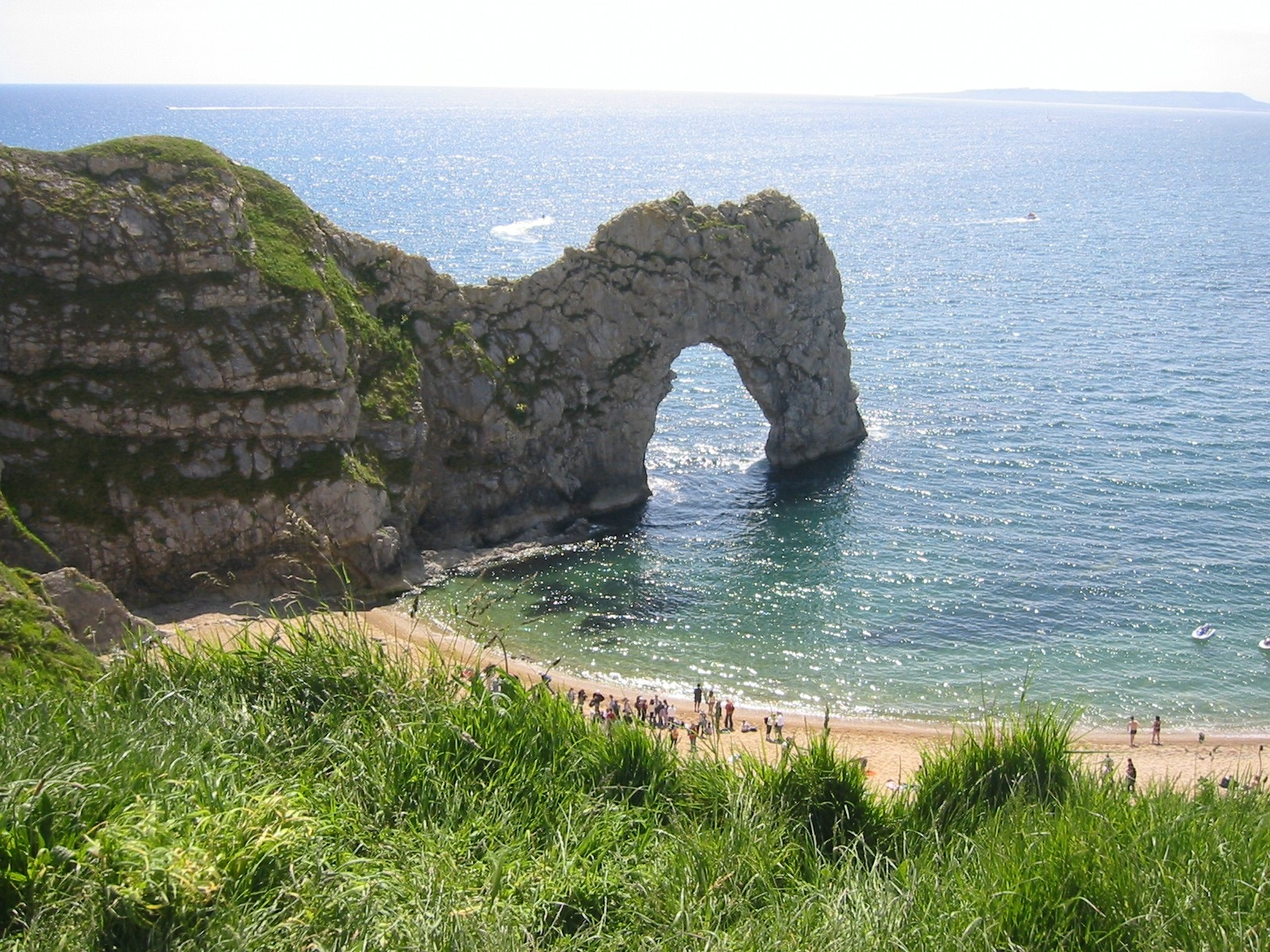
Vue de la Durdle Door au Royaume-Uni.

Une arche marine peut se former de deux principales manières en fonction des conditions géologiques.
Lorsque les couches de roche composées d'une alternance de roches dures et tendres sont perpendiculaires à la côte, l'érosion différentielle qui en résulte par l'action des vagues va dégager ces roches résistances. Il en résulte des promontoires dont la base est sapée par les vagues, leur énergie étant concentrée en certains endroits par un phénomène de diffraction. Il peut ainsi se créer une arche marine qui donne naissance à un stack une fois effondrée. Le London Arch en Australie est un exemple de ce type d'arche.
Lorsque ces mêmes couches de roche sont perpendiculaires à la côte, les vagues vont percer les couches de roche dures et éroder les roches tendres qui se trouvent derrière. Lorsque l'arche marine ainsi créée s'effondre, elle donne naissance à une anse. L'arche d'Étretat en France et la Durdle Door au Royaume-Uni sont des exemples de ce type d'arche.

### Érosion par cryoclastie et thermoclastie
En cas d'absence d'eau, la grande variabilité quotidienne des températures peut éroder la roche par des phénomènes de cryoclastie et de thermoclastie, conditions fréquemment rencontrées dans les déserts chauds. La roche va être découpée par des fentes qui vont peu à peu s'élargir et parfois former des arches naturelles en fonction des différences de dureté de la roche. Le parc national des Arches, dans l'Utah, aux États-Unis regroupe des dizaines de ce type d'arches.

### Érosion par les cours d'eau

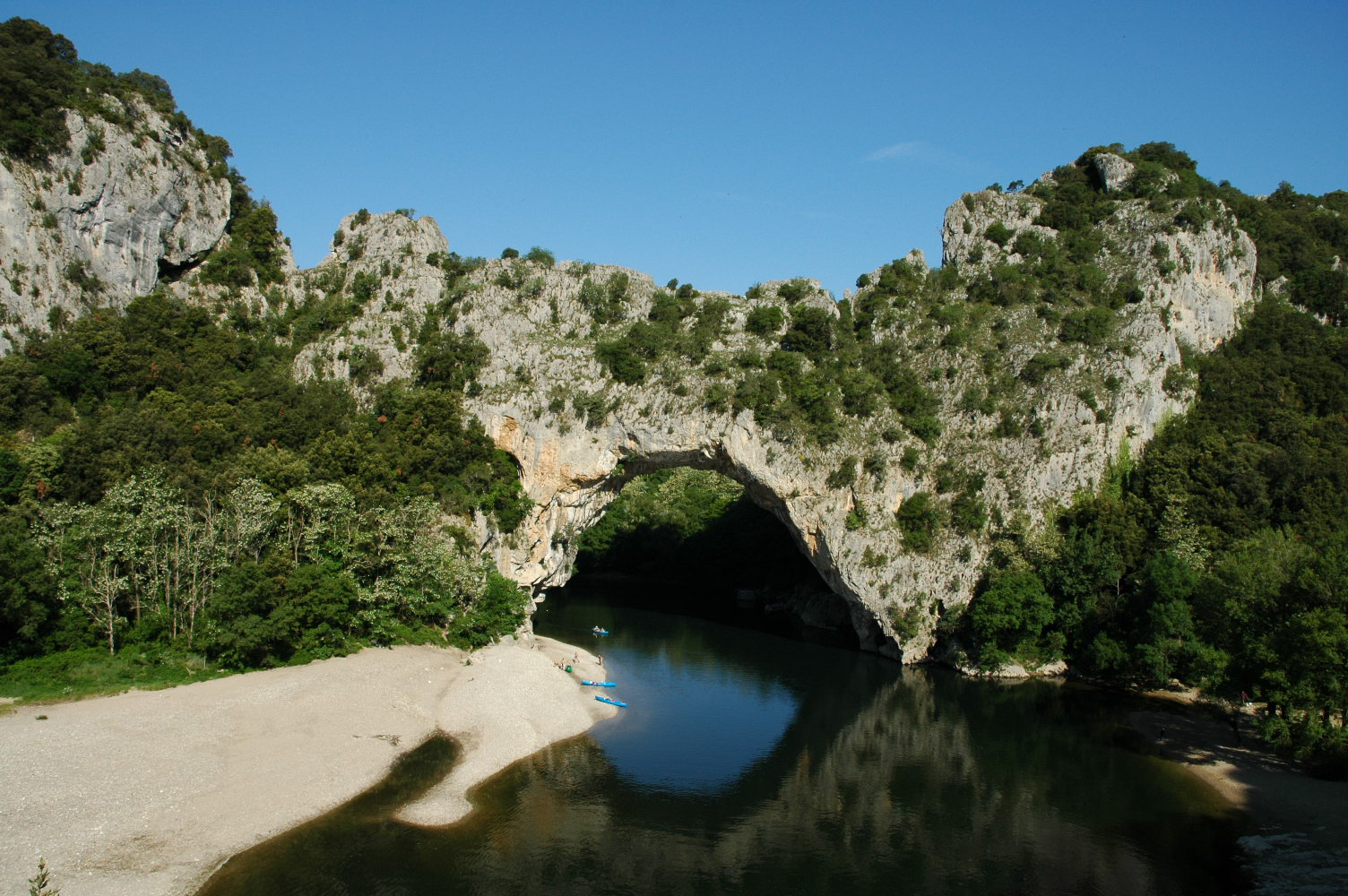
Le pont d'Arc en France.

Certaines arches peuvent se former dans le lit de cours d'eau par érosion mécanique ou chimique. Ainsi, un méandre peut être recoupé par la rivière. Si ce méandre est composé de roches dures et que le cours d'eau est encaissé dans son lit, il peut se former une arche naturelle comme le pont d'Arc en France. Si le cours d'eau rencontre des couches de roches de duretés différentes et perpendiculaires à son cours, il peut éroder les parties tendres et préserver les roches dures qui vont alors former une arche naturelle comme celle qui se trouvait à l'Ófærufoss en Islande et qui s'est effondrée en 1993, ou à Minerve.

### Effondrement de grottes
Lorsqu'une grotte comporte une galerie qui court sous la surface comme dans les réseaux karstiques, deux avens peuvent se former dans la même galerie. Suivant la distance qui sépare ces deux ouvertures, les roches qui subsistent entre elles peuvent prendre la forme d'une arche naturelle.

## Utilité
Les arches naturelles peuvent offrir la même fonction qu'un pont construit par l'homme en permettant le franchissement d'une dépression ou d'un cours d'eau. Ainsi, quelques-unes dans le monde sont utilisées comme voie de communication et certaines d'entre elles reçoivent une route ou des rails. 
En Roumanie, dans le village de Ponoarele, un tronçon de route de 60 mètres de long et 13 mètres de large passe sur une arche de 4 mètres d'épaisseur et 20 mètres de hauteur (avec une voute de 9 mètres de large). Cette arche est appelée Podul lui Dumnezeu (Pont de Dieu).
Aux États-Unis, c'est le cas de la Route 11 en Virginie au niveau du Natural Bridge (Virginie) et de deux arches dans le Kentucky, la première, provenant de l'érosion d'une grotte calcaire en domaine karstique est au parc Carter Caves State Resort et est pavée, la seconde provient de l'érosion d'un massif de grès et possède un chemin de terre battue sur le dessus, elle est au Natural Bridge State Park. Elle est appelée "White's Branch Arch" (l'arche de la branche de White) ou Narrows (le goulot étroit) et la route qui la parcourt est appelée Narrows Road (la route du goulot).
En Amérique du sud, un tronçon de chemin de fer partant de Lima au Pérou passe au-dessus du rio Yauli sur une arche au niveau du kilomètre 214.2, près de la ville de La Oroya.